# Claudia Krebs
Claudia Krebs (* in Nürnberg) ist eine deutsche Filmproduzentin und Mitbegründerin von Krebs & Krappen Film.

## Leben
Claudia Krebs studierte Bildende Kunst in Nürnberg, München und Hamburg mit den Schwerpunkten Experimenteller Film und Videokunst. Das Studium schloss sie mit Diplom an der Hochschule für bildende Künste Hamburg ab. Anschließend war sie als Continuity und Regieassistentin an mehr als fünfzig Film- und Fernsehproduktionen beteiligt.
Sie absolvierte die EAVE-Ausbildung für europäische Nachwuchsproduzenten und hat am Ausbildungsprogramm European TV Drama Series Lab des Erich Pommer Instituts teilgenommen. Sie ist Mitglied der Produktionsallianz, der Deutschen Akademie für Fernsehen sowie von Women in Film and Television Germany e. V.
Im Jahr 2001 gründete sie mit Volker Krappen die Filmproduktionsgesellschaft Krebs & Krappen Film in Hamburg. Ihre Produzentinnen-Tätigkeit begann sie mit dem internationalen Kinospielfilm Lapislazuli – im Auge des Bären. Anschließend entwickelte und produzierte sie zahlreiche Fernsehfilme für die Hauptsendezeit des deutschen Fernsehens.

## Filmografie
- 2006: Lapislazuli – im Auge des Bären
- 2009: Woran dein Herz hängt
- 2011: Eine halbe Ewigkeit
- 2012: Kleine Schiffe
- 2015: Vier kriegen ein Kind
- 2017: Vadder, Kutter, Sohn
- 2020: Viele Kühe und ein schwarzes Schaf
- 2022: Mutter, Kutter, Kind
- 2024: Feuerwehrfrauen: Phönix aus der Asche[1][2]
- 2024: Feuerwehrfrauen: Heim gesucht[3]

## Auszeichnungen
- 2006: Mill Valley Filmfestival San Francisco – Bester Kinderfilm (Audience Award) für Lapislazuli – im Auge des Bären
- 2011: Filmfest München – Nominierung Bernd Burgemeister Fernsehpreis für Eine halbe Ewigkeit (Regie: Matthias Tiefenbacher)
- 2011: Hessischer Filmpreis – Nominierung von Cornelia Froboess als „Beste Darstellerin“ in Eine halbe Ewigkeit (Regie: Matthias Tiefenbacher)
- 2014: Jupiter Award – Nominierung von Kleine Schiffe (Regie: Matthias Steurer) als „Bester TV-Film national“
- 2014: Jupiter Award – Nominierung von Christoph Schechinger als „Bester Darsteller“
- 2015: Deutscher Schauspielerpreis für Aylin Tezel in der Kategorie „Beste Schauspielerin in einer komödiantischen Rolle“ in Kleine Schiffe (Regie: Matthias Steurer)
- 2017: Filmfest München – Nominierung Bernd Burgemeister Fernsehpreis für Vadder, Kutter, Sohn (Regie: Lars Jessen)
- 2021: Filmfest Hamburg – Nominierung für den Hamburger Produzentenpreis „Deutsche Fernsehproduktionen“ für Mutter, Kutter, Kind (Regie: Matthias Tiefenbacher)